# Ah Via Musicom
Ah Via Musicom è il terzo album solista di Eric Johnson, pubblicato a febbraio del 1990.
Molte delle canzoni di quest'album sono dedicate ad alcuni chitarristi. Johnson ha rivelato in un'intervista per il giornale Guitar Player nel marzo 1990 che Steve's Boogie è dedicata a Steve Hennig, mentre Song for George è dedicata ad un vecchio amico chitarrista di 80 anni, da lui chiamato "George Washington". Infine, East Wes è dedicata al chitarrista jazz Wes Montgomery.

## Tracce
Tutti i brani sono stati composti da Eric Johnson, eccetto dove indicato.
1. Ah Via Musicom – 2:04 (Eric Johnson, Stephen Barber)
2. Cliffs of Dover – 4:10
3. Desert Rose – 4:55 (Eric Johnson, Vince Mariani)
4. High Landrons – 5:46
5. Steve's Boogie – 1:51
6. Trademark – 4:45
7. Nothing Can Keep Me from You – 4:23
8. Song for George – 1:47
9. Righteous – 3:27
10. Forty Mile Town – 4:13
11. East Wes – 3:28

## Formazione
- Stephen Barber - sintetizzatore, tastiere
- Roscoe Beck - chitarra (Basso)
- Paul Bissell - percussioni
- Kyle Brock - basso, chitarra (Basso)
- James Fenner - percussioni
- Steven Hennig - chitarra d'eccezione in 'Steve's Boogie'
- Eric Johnson - chitarra (acustica), chitarra, pianoforte, compositore, voce, produttore
- Jody Lazo - voce
- Richard Mullen - Tecnico
- Tommy Taylor - percussioni, batteria
- Wee Willie - armonica

## Posizioni
Album - Billboard (Nord America)
| Anno | Classifica        | Posizione |
| ---- | ----------------- | --------- |
| 1990 | The Billboard 200 | 67        |

Singles - Billboard (Nord America)
| Anno | Singolo           | Classifica             | Posizione |
| ---- | ----------------- | ---------------------- | --------- |
| 1990 | "Cliffs of Dover" | Mainstream Rock Tracks | 5         |
| 1990 | "High Landrons"   | Mainstream Rock Tracks | 31        |
| 1990 | "Righteous"       | Mainstream Rock Tracks | 8         |
| 1991 | "Trademark"       | Mainstream Rock Tracks | 7         |

## Premi
Grammy Awards
| Anno | Vincitore    | Eric Johnson                       |
| ---- | ------------ | ---------------------------------- |
| 1992 | Eric Johnson | Best Rock Instrumental Performance |